# 田啟元
田啟元（1964年5月16日—1996年8月29日），是一位劇場藝術工作者及人權運動者。

## 生平
在經考試被國立臺灣師範大學（以下簡稱「師大」）美術學系錄取後，他於1987年在成功嶺接受「大專集訓」時向長官披露其男同性戀者身份，且承認其患有愛滋病；消息傳出後，新聞媒體開始大幅報導披露，並因而帶動相關輿論。經勸阻後，他自願向師大辦理休學。1988年，他向師大申請復學，但遭校方拒絕，並引起行政院衛生署介入處理，要求校方重視學生就學權益，且派出人員前往溝通，但仍遭校方以必須先了解其是否因「行為不檢」而被感染再決定處分。最後，田啟元提出自白書，聲明其自至師大就學後一切行為「正常」，校方才准許其以函授方式復學；同時，師大校方因而訂定「全體新生必須檢驗愛滋病，若證實感染，則一概不准入學」的規定。同時，田啟元因遭媒體大幅披露感染愛滋而在尋找住處及工讀機會時四處遭拒；最後，楊婕妤決定與他分享起居空間並提供工讀機會，更深入了解其處境。
1988年，他和詹慧玲等人創立「時代映畫劇團」（後改名「臨界點劇象錄」），致力於創作切合世代脈動的作品，又積極帶領觀眾一同面對社會上具爭議性的主題，並帶領該團進入國家戲劇院演出；該劇團是1990年代臺灣前衛劇團代表之一。
過世前，他因身體狀況惡化入住臺北市立仁愛醫院，並將自己的病房布置如靈堂一般，又為自己舉行相關儀式；不久，他因愛滋病引發相關疾病過世。病逝後，許多劇場界朋友為他籌備後事，並因而得知其因患有愛滋病而無法進入殯儀館舉行公祭，於是將他的遺體立即予以冷凍，並在兩天後的清晨送至火葬場火化。同時，「臨界點劇象錄」為其舉辦追悼會。

## 代表作
- 《白水》（改編自《白蛇傳》，1993年[5][4]）
- 《毛屍》（1988年）
- 《夜浪拍岸》（1988年）
- 《亡芭彈予魏京生》（1989年）
- 《割功送德：台灣三百年史》（1989年）[1]

## 獲得獎項及榮譽
- 全國大專院校話劇比賽導演獎第一名（《陪審團》，1986年；《誰怕吳爾夫》，1988年）[1] 1988年因身患愛滋病，被臺灣師範大學取消學籍，不具學生身分情況下，無法報名參加當年全國大專院校話劇比賽，卻冒用同校社會教育系某學生身分報名參賽，其導演功力實至卻不名歸。而該名被冒用身分同學至今傷痛仍在。

## 軼事
- 田啟元在師大就學時常因其作品被請至該校教官室，也在校外演出時遭遇警察在現場監視[6]。[1]

## 外部連結
- 每週看戲俱樂部| 田啟元：戲，我愛，我做。 （页面存档备份，存于）
- 田啟元 手稿 「羅伯．威爾遜個頭」 - 柳春春劇社 （页面存档备份，存于）